# Odolo
Odolo (lombardul: Ódol) település Olaszországban, Lombardia régióban, Brescia megyében. Lakosainak száma 1914 fő (2023. január 1.). Odolo Preseglie, Vallio Terme, Agnosine és Sabbio Chiese községekkel határos.

## Népesség
A település lakossága az elmúlt években az alábbi módon változott:
| Lakosok száma | 1971 | 1941 | 1914 |
|               | 2017 | 2018 | 2023 |